# Pétanque-Europameisterschaft der Espoirs 2011
Die 4. Pétanque-Europameisterschaft der Espoirs fand vom 21. bis 23. Oktober im dänischen Roskilde  statt.
Es finden parallel Damen- und Herren-Wettbewerb statt. Es spielen je 8 Teams in 2 Vierergruppen.

## Modus
Anders als bei Welt- und Europameisterschaften der Senioren, Damen oder Junioren wird die Europameisterschaft der Espoirs nicht ausschließlich im Triplette mit Auswechselmöglichkeit ausgetragen. Stattdessen folgt auf eine erste Runde Triplette zeitgleich ein Doublette und ein Tete-a-Tete, ohne die Möglichkeit zu wechseln.
Jeder Sieg wird mit einem Punkt gewertet. Somit gewinnt die Gesamtpartie das Team, das mindestens zwei der drei Spiele für sich entscheiden kann.
Es wird eine Vorrunde in Vierergruppen (jeder gegen jeden) gespielt. Die Ersten und Zweiten jeder Gruppe erreichen das Halbfinale das über Kreuz (A1 – B2 und B1 – A2) gespielt wird. Es gibt kein Spiel um Platz drei.
Es findet auch keine Auslosung der Vorrundengruppen statt, da bereits vor den drei Qualifikationsrunden die "Setzplätze" der teilnehmenden Teams nach folgendem Muster bekannt gegeben wurden:
| Gruppen      | Gruppen          |
| ------------ | ---------------- |
| E            | F                |
| A1           | B1               |
| B2           | C2               |
| C1           | Titelverteidiger |
| Gastgeber () | A2               |

## Herren
Titelverteidiger ist Frankreich, das neben Gastgeber Dänemark vorqualifiziert war. Andere Teams mussten in eine Qualifikationsrunde.

### Qualifikation
Zur Ermittlung der sechs freien Startplätze fanden im Vorfeld der Europameisterschaft drei Qualifikationsrunden statt, an denen je 5 Teams teilnahmen. Pro Qualifikationsgruppe qualifizierten sich die ersten beiden Teams für die EM. So spielten am 23./24. März Sascha Wagner, Zeki Engin, Frank Maurer und Niclas Zimmer in Rastatt für Deutschland um eins der beiden EM-Tickets und konnten sich mit vier Siegen aus vier Spielen souverän qualifizieren.

#### Gruppe A
In der Qualifikationsgruppe A spielten in Rastatt neben Gastgeber Deutschland noch Israel, Schweden, Belgien und England um die Startplätze für die EM.
| Gruppe A |             |       |        |         |           |
| Platz    | Team        | Siege | Spiele | Punkte  | Differenz |
| 1.       | Deutschland | 4     | 8:4    | 128:109 | +19       |
| 2.       | Israel      | 2     | 6:6    | 133:129 | +4        |
| 3.       | England     | 2     | 6:6    | 120:124 | −6        |
| 4.       | Belgien     | 1     | 5:7    | 115:132 | −17       |
| 5.       | Schweden    | 1     | 5:7    | 120:122 | −2        |

#### Gruppe B und Gruppe C
Die Qualifikationsgruppe B spielte in Finnland, das sich als Zweiter hinter Spanien für die EM qualifizierte.
Die weiteren Teilnehmer waren die Türkei, Tschechien und Ungarn.
Die Spiele der Qualifikationsgruppe C fanden in Slowenien statt.
Hier qualifizierten sich Monaco und Italien für die EM. Der Gastgeber, die Niederlande und Luxemburg schieden dagegen aus.
| Gruppe B |            |
| Platz    | Team       |
| 1.       | Spanien    |
| 2.       | Finnland   |
| nq       | Tschechien |
| nq       | Türkei     |
| nq       | Ungarn     |

| Gruppe C |             |
| Platz    | Team        |
| 1.       | Monaco      |
| 2.       | Italien     |
| nq       | Luxemburg   |
| nq       | Niederlande |
| nq       | Slowenien   |

### Vorrunde
Aus dem feststehenden Setzsystem ergeben sich folgende Vorrundengruppen:
| Gruppen     | Gruppen    |
| ----------- | ---------- |
| E           | F          |
| Deutschland | Spanien    |
| Finnland    | Italien    |
| Monaco      | Frankreich |
| Dänemark    | Israel     |

#### Gruppe E
Deutschland spielte als Sieger der Qualifikationsgruppe A in der Gruppe E gegen Gastgeber Dänemark, Monaco und Finnland.
Für den DPV spielten Mika Everding (VFPS Osterholz-Scharmbeck), Till-Vincent Goetzke (TuRa Braunschweig), Frank Maurer und Niclas Zimmer (beide PCB Horb)
| Platz | Team        | Siege | Spiele | Kugeln | Diff. |
| ----- | ----------- | ----- | ------ | ------ | ----- |
| 1     | Monaco      | 3     | 7:2    | 111:86 | +25   |
| 2     | Deutschland | 2     | 6:3    | 105:93 | +12   |
| 3     | Dänemark    | 1     | 5:4    | 104:91 | +13   |
| 4     | Finnland    | 0     | 0:9    | 67:117 | −50   |

| Runde | Team 1   | Team 2      | 3:3   | 2:2   | 1:1   | Kugeln | Endstand |
| ----- | -------- | ----------- | ----- | ----- | ----- | ------ | -------- |
| 1     | Finnland | Monaco      | 06:13 | 12:13 | 01:13 | 18:39  | 0:3      |
| 1     | Dänemark | Deutschland | 04:13 | 13:9  | 11:13 | 28:35  | 1:2      |
| 2     | Finnland | Dänemark    | 06:13 | 05:13 | 10:13 | 21:39  | 0:3      |
| 2     | Monaco   | Deutschland | 13:10 | 11:13 | 13:8  | 37:31  | 2:1      |
| 3     | Finnland | Deutschland | 04:13 | 12:13 | 12:13 | 28:39  | 0:3      |
| 3     | Monaco   | Dänemark    | 09:13 | 13:12 | 13:12 | 35:37  | 2:1      |

#### Gruppe F
In der Gruppe F trafen mit Frankreich, Italien und Spanien drei Medaillengewinner der letzten EM (2009) bereits in der Vorrunde aufeinander. Frankreich, Titelverteidiger, spielte unter anderem mit Dylan Rocher und Kevin Malbec, die im August bereits Europameister der Senioren geworden waren.
| Platz | Team       | Siege | Spiele | Kugeln | Diff. |
| ----- | ---------- | ----- | ------ | ------ | ----- |
| 1     | Frankreich | 3     | 7:2    | 106:63 | +43   |
| 2     | Italien*   | 1     | 3:6    | 85:93  | −8    |
| 3     | Israel*    | 1     | 4:5    | 78:98  | −20   |
| 4     | Spanien*   | 1     | 4:5    | 81:96  | −15   |

| Runde | Team 1     | Team 2     | 3:3   | 2:2   | 1:1   | Kugeln | Endstand |
| ----- | ---------- | ---------- | ----- | ----- | ----- | ------ | -------- |
| 1     | Frankreich | Italien    | 13:4  | 13:12 | 13:3  | 39:19  | 3:0      |
| 1     | Spanien    | Israel     | 13:12 | 00:13 | 10:13 | 23:38  | 1:2      |
| 2     | Italien    | Israel     | 13:2  | 11:13 | 13:6  | 37:21  | 2:1      |
| 2     | Spanien    | Frankreich | 07:13 | 13:3  | 05:13 | 25:29  | 1:2      |
| 3     | Italien    | Spanien    | 13:7  | 04:13 | 12:13 | 29:33  | 1:2      |
| 3     | Frankreich | Israel     | 13:3  | 12:13 | 13:3  | 38:19  | 2:1      |

(*) Italien erreicht das Halbfinale, da laut Reglement bei Sieggleichheit von drei Teams nur die Ergebnisse der Teams untereinander gewertet werden.
Daraus ergibt sich folgende Tabelle zur Ermittlung des zweiten Platzes:
| Platz | Team    | Siege | Spiele | Kugeln | Diff. |
| ----- | ------- | ----- | ------ | ------ | ----- |
| 2     | Italien | 1     | 3:3    | 66:54  | +12   |
| 3     | Israel  | 1     | 3:3    | 59:60  | −1    |
| 4     | Spanien | 1     | 3:3    | 56:67  | −11   |

### Finalrunde
Die Finalrunde mit den Halbfinalspielen und dem Finale fand komplett am 23. Oktober 2011 statt.
Souverän gewannen die Franzosen um Dylan Rocher Halbfinale und das Endspiel und holten damit den dritten Titel für die französischen Herren-Espoirs.
|  | Halbfinale | Halbfinale  | Halbfinale |  |  | Finale | Finale     | Finale |
|  |            |             |            |  |  |        |            |        |
|  |            |             |            |  |  |        |            |        |
|  | E1         | Monaco      | 3          |  |  |        |            |        |
|  | F2         | Italien     | 0          |  |  |        |            |        |
|  |            |             |            |  |  |        | Monaco     | 0      |
|  |            |             |            |  |  |        | Frankreich | 3      |
|  | F1         | Frankreich  | 3          |  |  |        |            |        |
|  | E2         | Deutschland | 0          |  |  |        |            |        |
|  |            |             |            |  |  |        |            |        |

| Runde  | Team 1     | Team 2      | 3:3   | 2:2   | 1:1   | Kugeln | Endstand |
| ------ | ---------- | ----------- | ----- | ----- | ----- | ------ | -------- |
| HF1    | Monaco     | Italien     | 13:10 | 13:10 | 13:9  | 39:29  | 3:0      |
| HF2    | Frankreich | Deutschland | 13:1  | 13:4  | 13:4  | 39:9   | 3:0      |
| Finale | Monaco     | Frankreich  | 00:13 | 09:13 | 09:13 | 18:39  | 0:3      |

### Endstand
| Platz | Land | Spieler                                                                       |
| ----- | ---- | ----------------------------------------------------------------------------- |
| 1     |      | Florent Coutanson, Dylan Rocher, Kevin Malbec und Jean Feltain                |
| 2     |      | Yohan Borde, Vincent Ferrandez, Joseph Gimenez, Pierre Lucchesi               |
| 3     |      | Mika Everding, Till-Vincent Goetzke, Frank Maurer, Niclas Zimmer              |
|       |      | Mattia Chiappello, Gianluca Rattenni, Alessandro Basso, Alex Marro            |
| 5     |      | Emil Petersen, Mathias Ellekaer Hansen, Morten Saxild-Hansen, Daniel Presutti |
|       |      | Hadar Redinger, Eliyahu Ochana, Yonatan Aviel Malka, Gal Azulai               |
| 7     |      | Joel Anttonen, Ville Punta, Mikko Kappuri                                     |
|       |      | Jose Luis Guach, Oscar Alberola, Pedro Garcia, Lorenzo Mendez                 |

## Damen
Titelverteidiger ist Deutschland, das neben Gastgeber Dänemark vorqualifiziert war. Andere Teams mussten in eine Qualifikationsrunde.

### Qualifikation
Wie bei den Herren fanden auch für die Damenkonkurrenz drei Qualifikationsturniere statt, deren beiden Erstplatzierten das Ticket für die EM lösen konnten.
Jedoch nahmen nur insgesamt 10 Teams an den drei Qualifikationsrunden teil.
| Gruppe A (in Italien) |             |
| Platz                 | Team        |
| 1.                    | Spanien     |
| 2.                    | Niederlande |
| nq                    | England     |
| nq                    | Italien     |

| Gruppe B (in Frankreich) |            |
| Platz                    | Team       |
| 1.                       | Frankreich |
| 2.                       | Belgien    |
| 3.                       | Slowenien  |

| Gruppe C (in der Türkei) |            |
| Platz                    | Team       |
| 1.                       | Türkei     |
| 2.                       | Österreich |
| 3.                       | Schweden   |

### Vorrunde
Aus dem Setzsystem ergeben sich folgende Vorrundengruppen:
| Gruppen  | Gruppen     |
| -------- | ----------- |
| E        | F           |
| Spanien  | Frankreich  |
| Belgien  | Österreich  |
| Türkei   | Deutschland |
| Dänemark | Niederlande |

#### Gruppe E
In der Gruppe E spielten neben der Türkei mit Gastgeber Dänemark, Belgien und Spanien drei Teams, die bereits eine Bronze-Medaille bei vergangenen Espoir-Europameisterschaften gewonnen haben.
| Platz | Team      | Siege | Spiele | Kugeln | Diff. |
| ----- | --------- | ----- | ------ | ------ | ----- |
| 1     | Belgien*  | 2     | 6:3    | 99:84  | +15   |
| 2     | Spanien*  | 2     | 6:3    | 101:73 | +28   |
| 3     | Dänemark* | 2     | 4:5    | 81:88  | −7    |
| 4     | Türkei    | 0     | 2:7    | 65:101 | −36   |

| Runde | Team 1   | Team 2   | 3:3   | 2:2   | 1:1   | Kugeln | Endstand |
| ----- | -------- | -------- | ----- | ----- | ----- | ------ | -------- |
| 1     | Belgien  | Türkei   | 04:13 | 13:9  | 13:5  | 30:27  | 2:1      |
| 1     | Dänemark | Spanien  | 13:4  | 03:13 | 13:8  | 29:25  | 2:1      |
| 2     | Belgien  | Dänemark | 13:8  | 13:10 | 13:2  | 39:20  | 3:0      |
| 2     | Türkei   | Spanien  | 06:13 | 00:13 | 08:13 | 14:39  | 0:3      |
| 3     | Belgien  | Spanien  | 08:13 | 09:13 | 13:11 | 30:37  | 1:2      |
| 3     | Türkei   | Dänemark | 05:13 | 06:13 | 13:6  | 24:32  | 1:2      |

(*) Ähnlich wie in der Gruppe F der Herren erfolgte in dieser Gruppe die Ermittlung der Platzierungen durch den Vergleich der Spieler der drei Teams untereinander.
Daraus ergab sich folgende Tabelle:
| Platz | Team     | Siege | Spiele |
| ----- | -------- | ----- | ------ |
| 1     | Belgien  | 1     | 4:2    |
| 2     | Spanien  | 1     | 3:3    |
| 3     | Dänemark | 1     | 2:4    |

#### Gruppe F
Titelverteidiger Deutschland, das mit Muriel Hess (PCB Horb), Julia Würthle (BC Edingen-Neckarhausen), beide bereits Europameister 2009, Natascha Denzinger (TSG Weinheim-Lützelsachsen) und Lea Mitschker (Koldinger SV) spielte, traf bereits in der Vorrunde in einer Neuauflage des Finals von 2009 auf Frankreich, außerdem auf die Niederlande und Österreich.
| Platz | Team        | Siege | Spiele | Kugeln | Diff. |
| ----- | ----------- | ----- | ------ | ------ | ----- |
| 1     | Frankreich  | 3     | 8:1    | 110:72 | +38   |
| 2     | Deutschland | 2     | 5:4    | 99:72  | +27   |
| 3     | Niederlande | 1     | 5:4    | 92:70  | +22   |
| 4     | Österreich  | 0     | 0:9    | 30:117 | −87   |

| Runde | Team 1      | Team 2      | 3:3   | 2:2   | 1:1   | Kugeln | Endstand |
| ----- | ----------- | ----------- | ----- | ----- | ----- | ------ | -------- |
| 1     | Österreich  | Deutschland | 04:13 | 07:13 | 01:13 | 12:39  | 0:3      |
| 1     | Niederlande | Frankreich  | 11:13 | 13:6  | 08:13 | 32:32  | 1:2      |
| 2     | Österreich  | Niederlande | 01:13 | 02:13 | 01:13 | 4:39   | 0:3      |
| 2     | Deutschland | Frankreich  | 07:13 | 10:13 | 09:13 | 26:39  | 0:3      |
| 3     | Österreich  | Frankreich  | 07:13 | 02:13 | 05:13 | 14:39  | 0:3      |
| 3     | Deutschland | Niederlande | 08:13 | 13:1  | 13:7  | 34:21  | 2:1      |

### Finalrunde
Nach zwei engen Halbfinals kam es zum „Traumfinale“ Deutschland gegen Frankreich. Beide Teams standen sich bereits in den Endspielen der Europameisterschaften 2008 und 2009 gegenüber.
Es gelang den deutschen Damen den Titel zu verteidigen und somit die zweite Goldmedaille auf internationalem Boden für den DPV zu gewinnen. Spielentscheidend war dabei, wie bereits 2009 das Tete-a-Tete, das Muriel Hess mit 13:10 gewann.
|  | Halbfinale | Halbfinale  | Halbfinale |  |  | Finale | Finale      | Finale |
|  |            |             |            |  |  |        |             |        |
|  |            |             |            |  |  |        |             |        |
|  | E1         | Belgien     | 1          |  |  |        |             |        |
|  | F2         | Deutschland | 2          |  |  |        |             |        |
|  |            |             |            |  |  |        | Deutschland | 2      |
|  |            |             |            |  |  |        | Frankreich  | 1      |
|  | F1         | Frankreich  | 2          |  |  |        |             |        |
|  | E2         | Spanien     | 1          |  |  |        |             |        |
|  |            |             |            |  |  |        |             |        |

| Runde  | Team 1      | Team 2      | 3:3   | 2:2   | 1:1   | Kugeln | Endstand |
| ------ | ----------- | ----------- | ----- | ----- | ----- | ------ | -------- |
| HF1    | Belgien     | Deutschland | 07:13 | 13:8  | 11:13 | 31:34  | 1:2      |
| HF2    | Frankreich  | Spanien     | 13:11 | 13:5  | 10:13 | 36:29  | 2:1      |
| Finale | Deutschland | Frankreich  | 13:5  | 02:13 | 13:10 | 18:39  | 2:1      |

### Endstand
| Platz | Land | Spieler                                                                         |
| ----- | ---- | ------------------------------------------------------------------------------- |
| 1     |      | Natascha Denzinger, Muriel Hess, Lea Mitschker, Julia Würthle                   |
| 2     |      | Anna Maillard, Mayline Cegarra, Celine Baron, Nadege Baussian                   |
| 3     |      | Camille Max, Jordane Parker, Inge Grotjans, Stephanie Moiny                     |
|       |      | Carolina Jimenez, Cynthia Arrabal, Jennifer Lopez, Ana Fernandez                |
| 5     |      | Sofie Donkild, Mette Ellekaer Hansen, Mette Ryberg Petersen, Lykke Maria Larsen |
|       |      | Petra Blom, Denise van Arnhem, Ilse Smits, Irma Smits                           |
| 7     |      | Isabella Schimak, Carina Traub, Katharina Engl                                  |
|       |      | Ilke Kumartaslioglu, Merve Ozturk, Cankaya H. Gozde, Sila Yilmaz                |